# مناره شهر گور
مناره شهر گور یا مناره میلو سازه‌ای بود برج مانند با طرحی منحصربفرد مربوط به دوره ساسانیان واقع در مرکز شهر باستانی اردشیر خوره
یا شهر باستانی گور (فیروزآباد) که امروزه بقایای هسته آن به جا مانده‌ است. نظریه‌های مختلفی پیرامون هدف از ساخت آن ارائه شده است.
این اثر در تاریخ ۲۹ آذر ۱۳۱۶ با شمارهٔ ثبت ۲۸۹ به‌عنوان یکی از آثار ملی ایران به ثبت رسیده‌است.

## تاریخ بنا
اردشیر یکم بنیانگذار دودمان ساسانیان شهر باستانی گور را، همانند شهرهای دیگر ایرانی همچون دارابگرد و هترا و دیگر شهرهای اشکانی، به صورت دایره وار بنا کرده بود. در درون این دایره، یک دایره درونی دیگر با شعاع ۴۵۰ متر نیز وجود داشت که محل بناهای حکومتی بوده است. در مرکز این دایره بنای برج مانندی وجود داشت که منابع عربی اسلامی (ابن حوقل) آن را طربال می‌خوانند و نام محلی کهن آن ایوان کیاخوره، (اصطخری), و ایران گرده (فارسنامه ابن بلخی) ذکر شده است. گرچه به غیر از طربال، دانسته نیست این نامهای دیگر به‌طور خاص به همین بنا اشاره داشته باشند، چون در نزدیکی این مناره یک ساختمان گنبددار به نام تخت‌نشین نیز هست و طبق نظر برخی نویسندگان، منابع اسلامی به نظر این دو سازه را با هم اشتباه گرفته‌اند. این دو سازه تنها سازه‌های شهر گور هستند که در ساخت آن به جای خشت از سنگ خارا و ملات استفاده شده‌ است. ساختار منار که امروزه به جا مانده به شکل مربعی و با طول ۹ متر و ارتفاع بیش از ۳۰ متر است. در بیرون آن پلکان و دیواری بیرونی بوده‌ است که به‌طور مدور حول این منار قرار داشته‌ است. ابن حوقل این سازه را به یک بنایی در بلخ تشبیه کرده بود (احتمالاً اشاره به یک استوپای بودایی). اگر پلکان بیرونی و دیوار بیرونی را هم که همگی خراب شده‌اند در نظر بگیریم، پهنای بنا حدود ۲۰ متر بوده‌ است. طبق نوشته فرصت الدوله شیرازی نویسنده دوران قاجار، میانهٔ بنا خالی است.
از بین جهانگردان و شرق‌شناسان غربی نخستین بار اوژن فلاندن و پاسکال کوست از این بنا یاد کرده‌اند. تا پیش از بررسی‌های ارنست هرتسفلد، این بنا به اشتباه نوعی زیگورات یا نوعی آتشکده پنداشته می‌شد. نظریه‌های جدیدتر مبنی بر این است که شاید اولاً سازه یک نقش نمادین داشته‌ است، نمادی از ایدئولوژی حکومت از جانب خدا با مرکزیت شاهنشاه که اردشیر آن را ارائه داد. علاوه بر این نقش نمادین، یا به جای این نقش نمادین، کاربردهای عملی نیز برای این سازه قابل تصور است. اولاً این برج یک ارتباط بصری را با استحکامات تنگاب ممکن می‌کند. دیگر اینکه بنا می‌توانسته برای بررسی عینی توسعه نقشه‌ای که اردشیر برای شهر گور و دشت داشته‌است استفاده شود. در واقع این بنا دقیقاً در وسط این طرح واقع است، طرحی که شامل ساخت و سازهایی مثل کانال، جاده و حصار و دیوار تا شعاع ۱۰ کیلومتری از این برج بود. طبق یک تحقیق جدیدتر، احتمال دارد بنا نوعی منبع آب بوده باشد، به این صورت که آب از سرچشمه‌هایی از کوه‌های اطراف که سطحشان بالاتر از سطح این برج بوده است از طریق لوله‌هایی سفالی وارد برج شده و از مرکز آن بالا رفته و در زیر گنبد آن جمع می‌شده‌ است و از طریق حفره‌ای دیگر خارج و به دیگر نقاط شهر سرازیر می‌شده‌ است. همچنین گمان می‌رود این تنها کاربرد این بنا نباشد و ممکن است بخشی از یک معبد برای آناهیتا (ناهید) الههٔ آب باشد.

## تصاویر

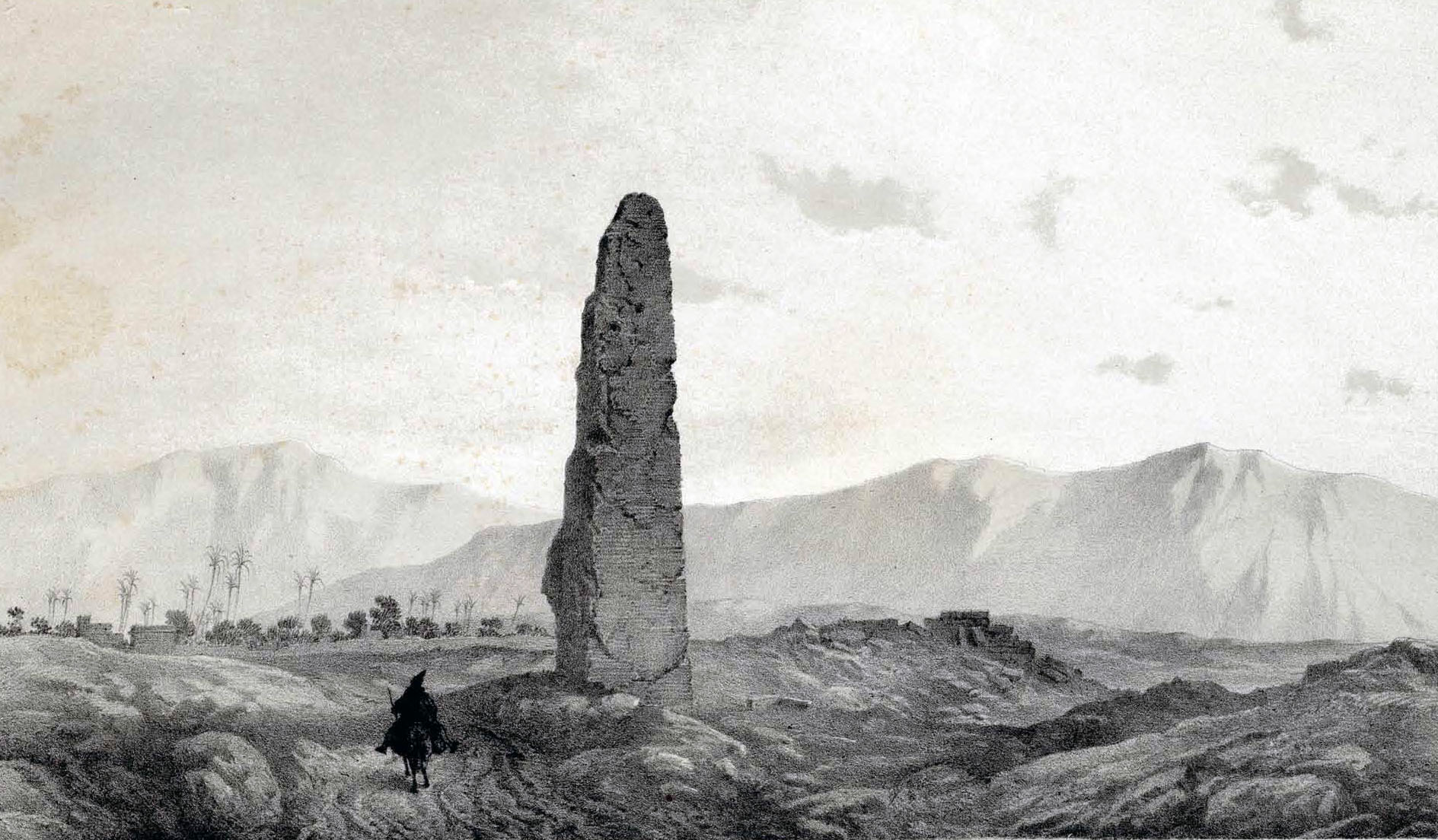
طراحی اوژن فلاندن از «آتشگاه فیروزآباد» (آنطور که او آن را نامیده‌است)
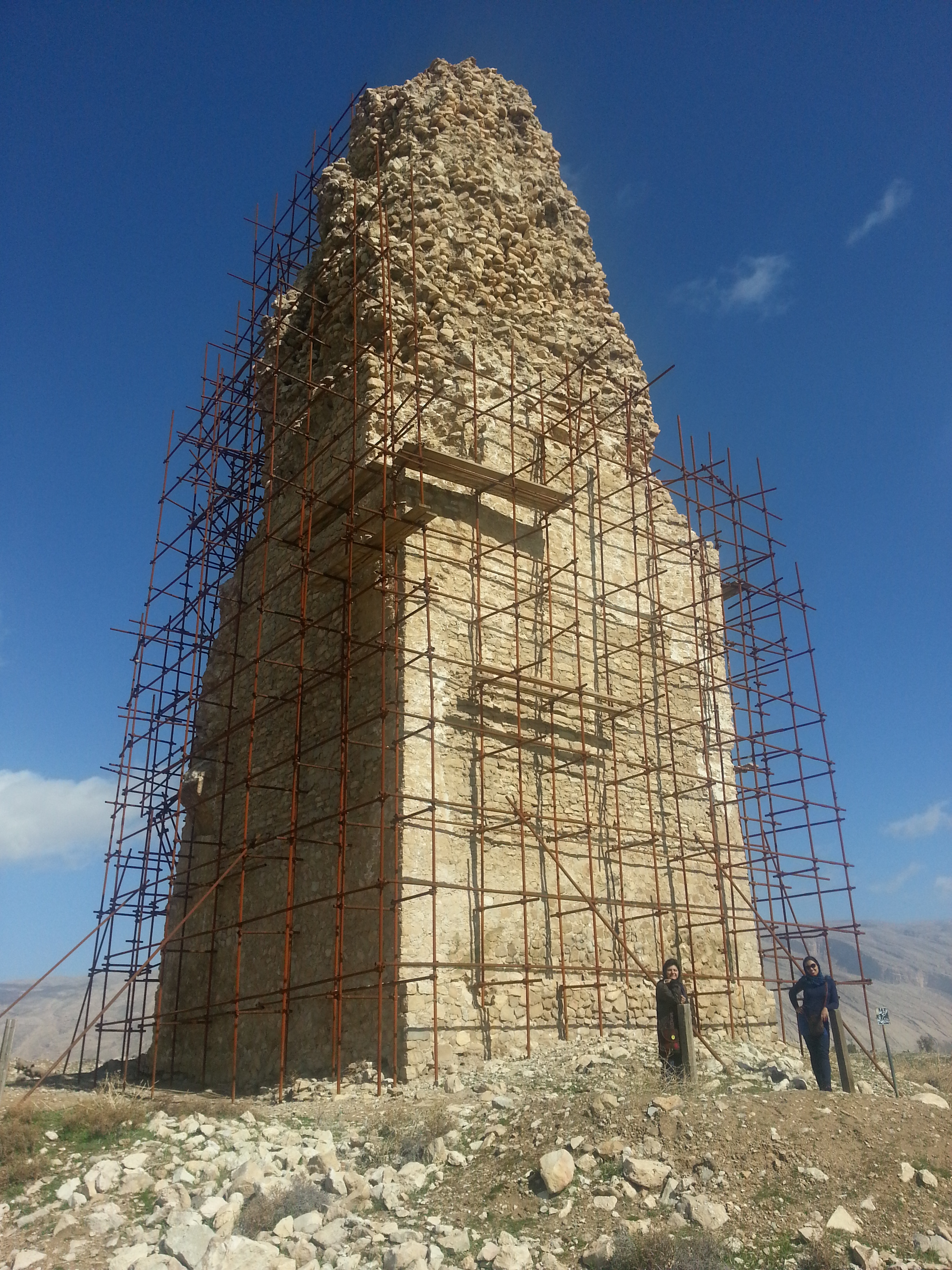
منار گور در سال ۱۳۹۱
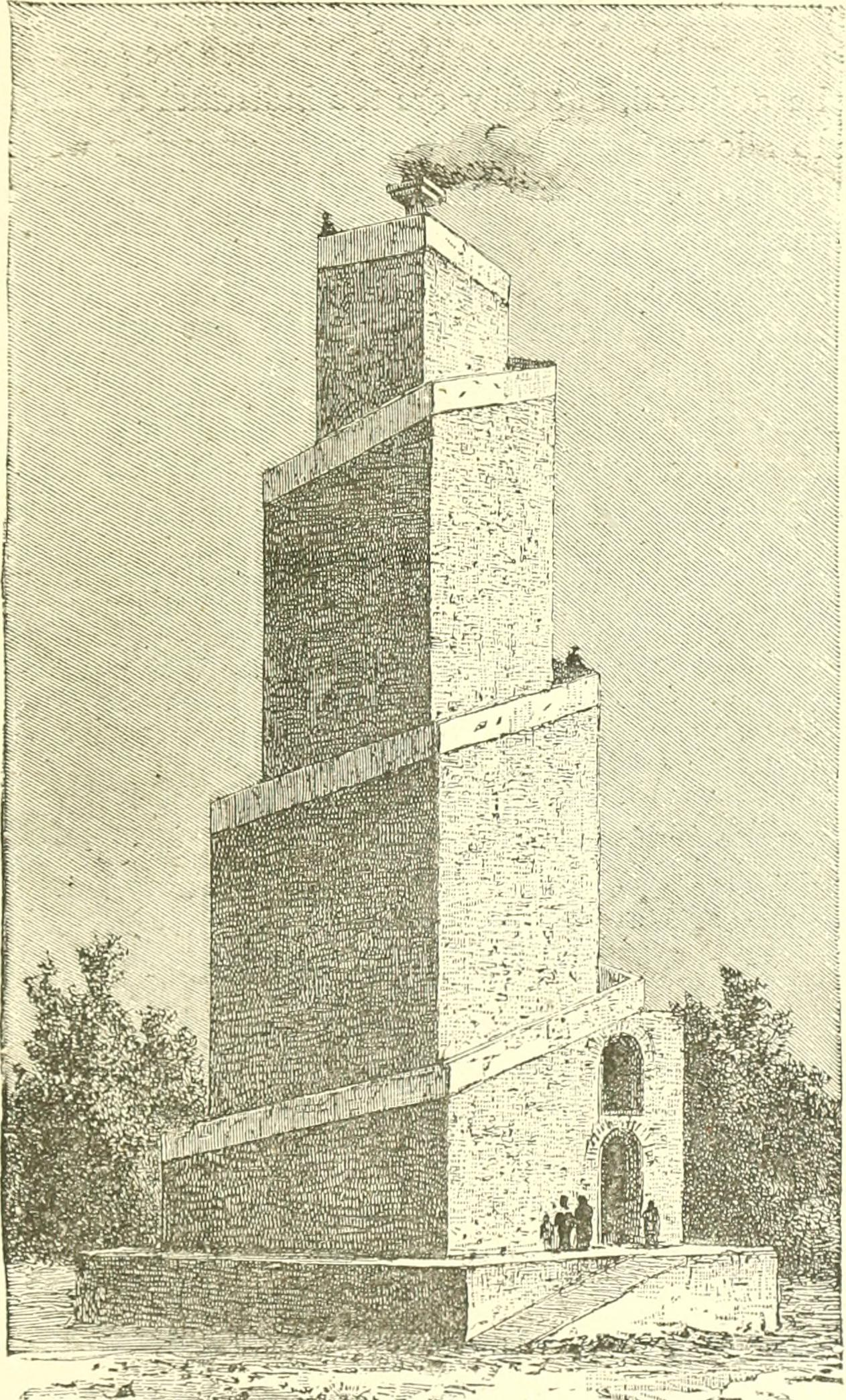
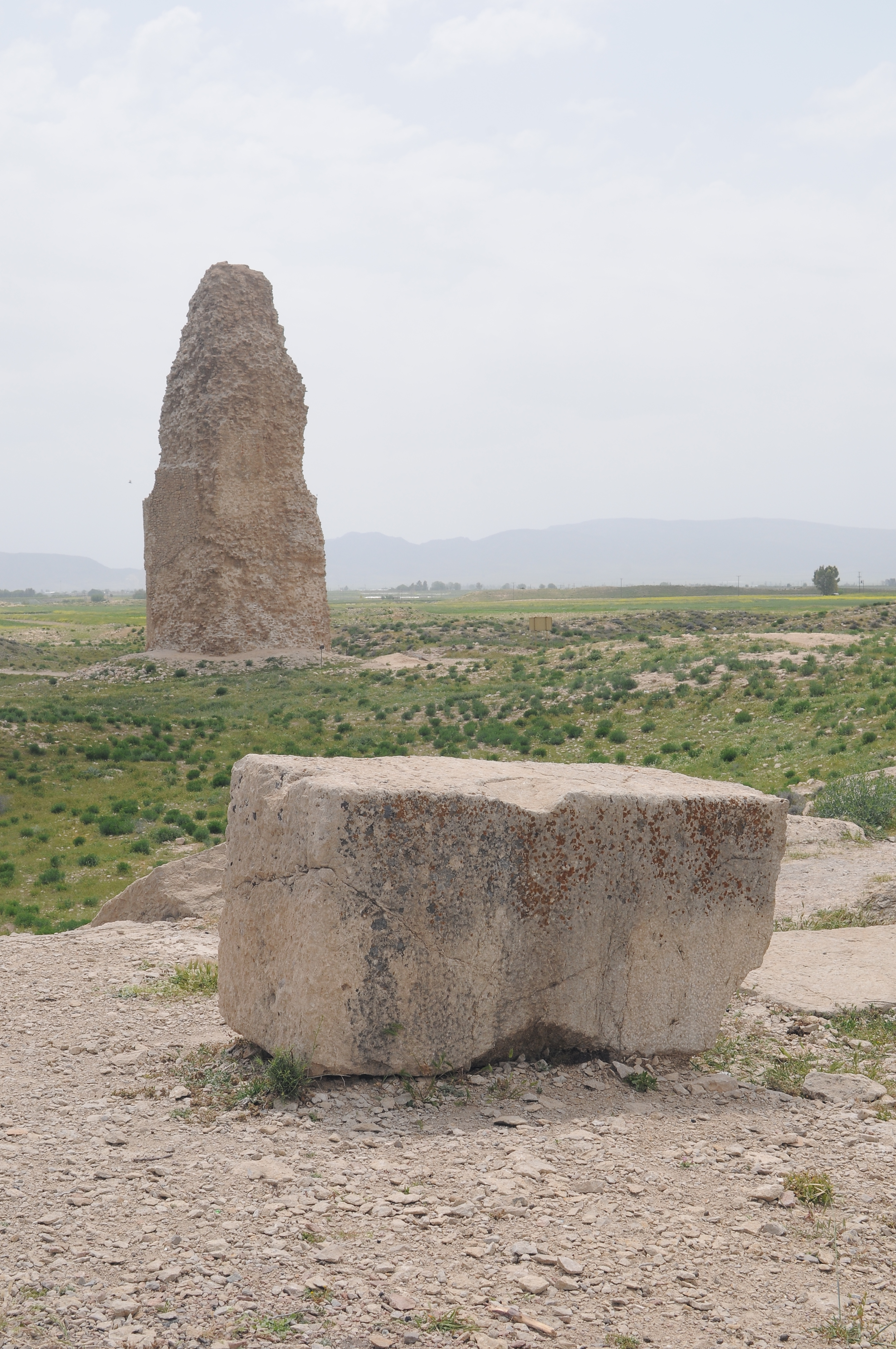
سنگ‌های اطراف منارهٔ مرکزی
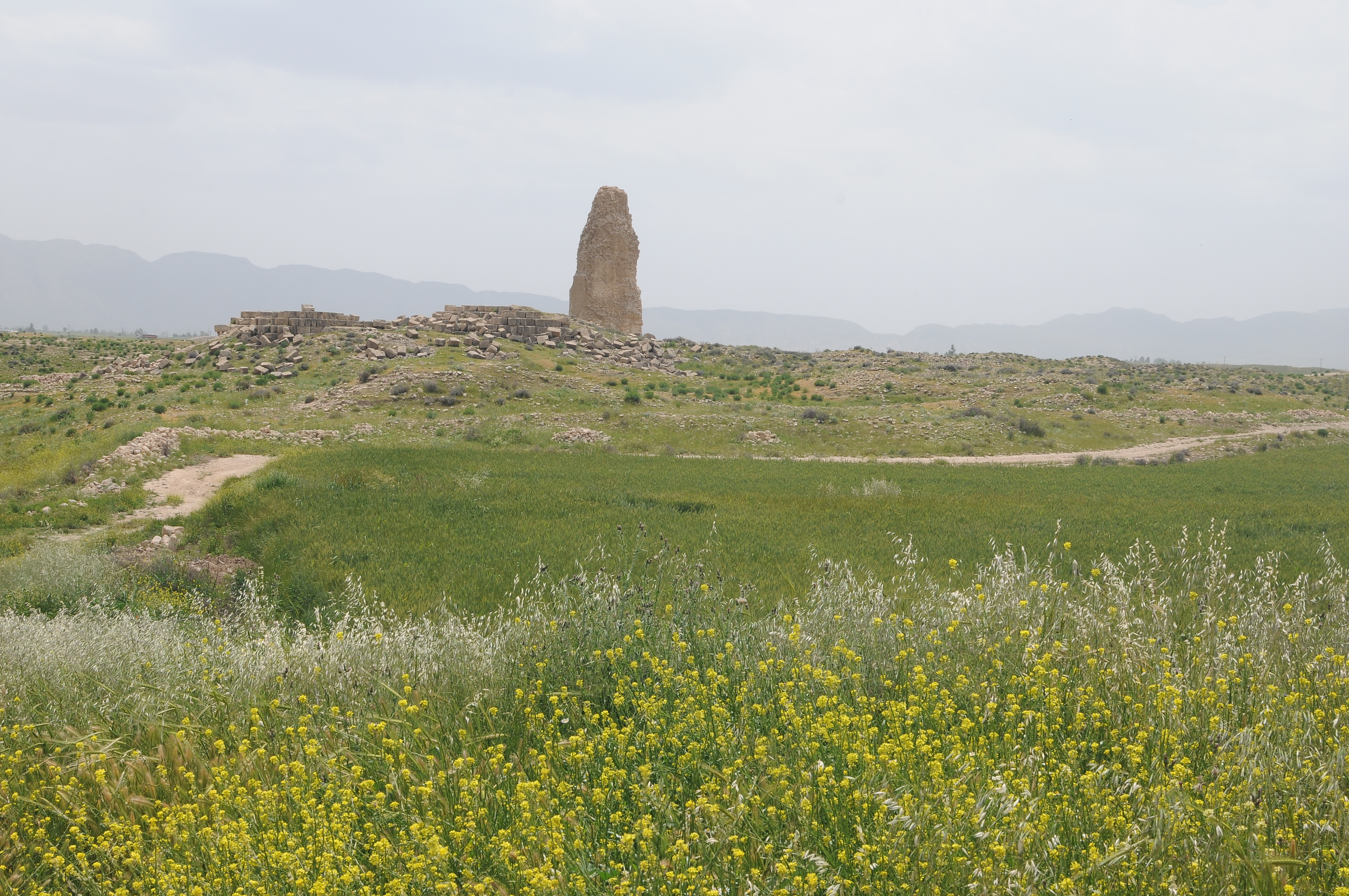

مسجد جامع سامرای عراق ساخته شده در دوران متوکل خلیفه عباسی مناره‌ای شاخص دارد که به ملویه معروف است و طرحی دایره وار با یک پلکان در بیرون دارد که طرح آن احتمالاً از مناره شهر گور اقتباس شده‌است. مناره مسجد ابن طولون نیز اقتباسی از ملویه است. طرح ملویه همچنین از الگوهای بنای نیایشگاه شکرگزاری (Chapel of Thanksgiving) واقع در میدان شکرگزاری در دالاس تگزاس بوده‌است که توسط فیلیپ جانسون معمار برجسته آمریکایی و برنده جایزه معماری پریتزکر طراحی شده‌است.

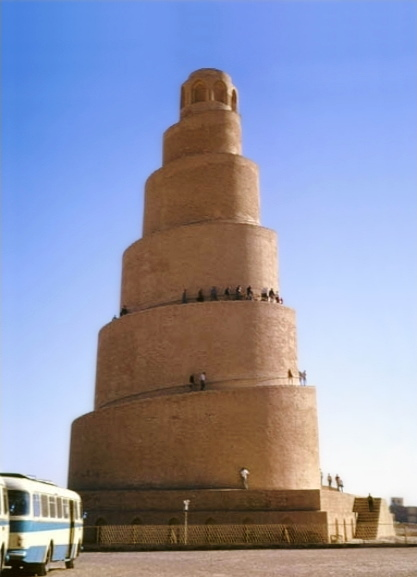
مناره مسجد جامع سامرا (ملویه)
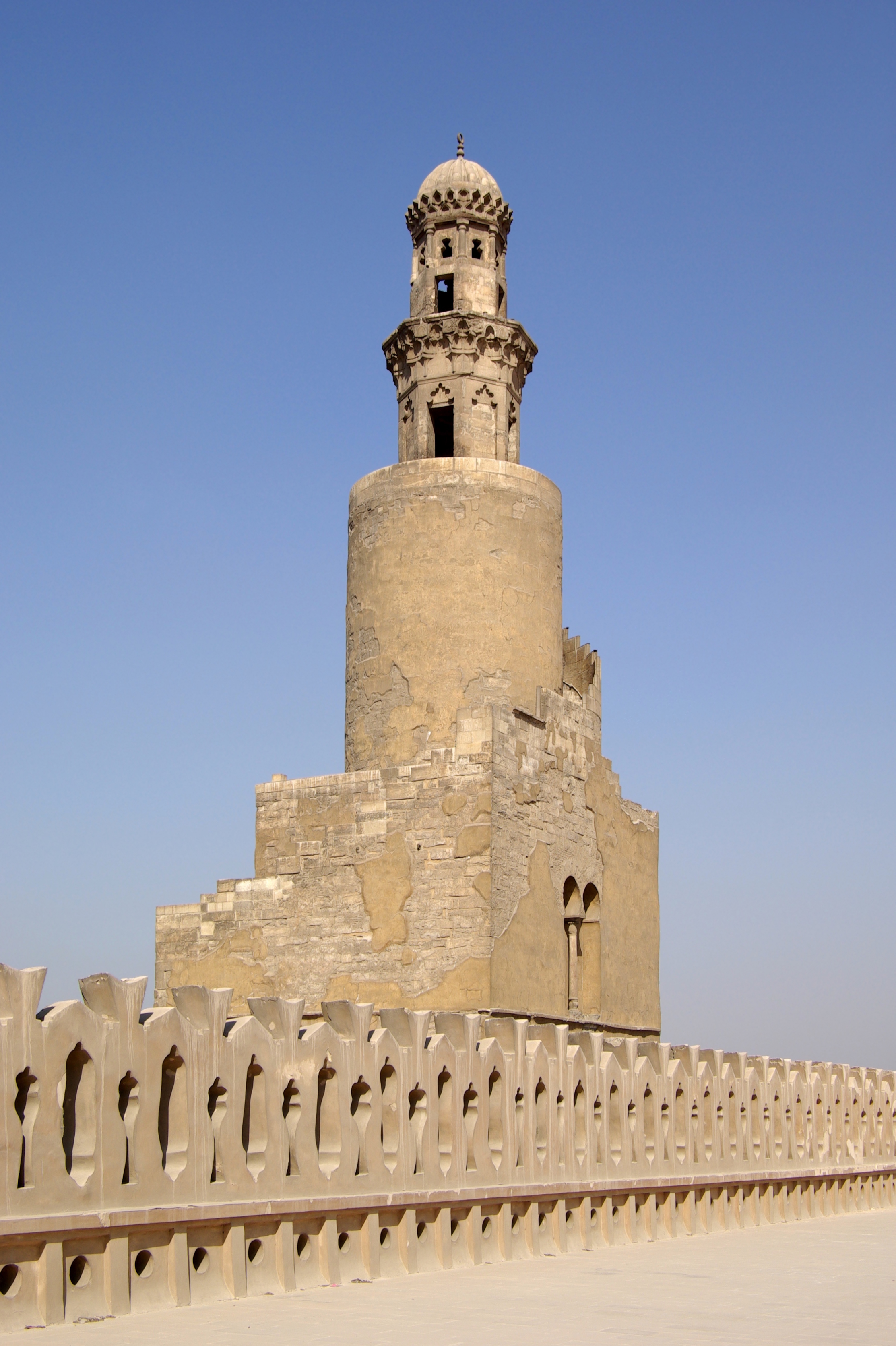
مناره مسجد ابن طولون در مصر، برگرفته از مناره مسجد جامع سامرا
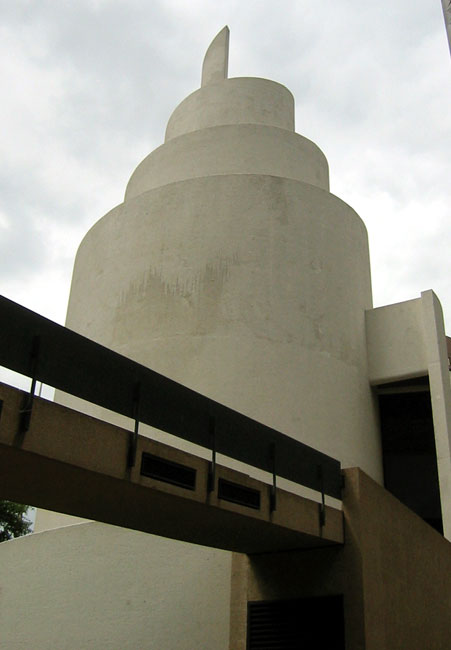
نیایشگاه شکرگزاری، میدان شکرگزاری، دالاس تگزاس، برگرفته از مناره مسجد جامع سامرا